# Walter Leigh (cầu thủ bóng đá)
Walter Herbert Leigh (tháng 11 năm 1874 - 1938) là một cầu thủ bóng đá người Anh hoạt động vào đầu thế kỉ 20. Ông có tổng cộng 119 lần ra sân ở Football League cho Aston Villa, Grimsby Town, Bristol City và Clapton Orient.